# Communauté de communes entre Arroux, Loire et Somme
La  Communauté de communes entre Arroux, Loire et Somme  est une communauté de communes française, située dans le département de Saône-et-Loire en région Bourgogne-Franche-Comté.

## Historique
La communauté de communes est créée le 1er janvier 2017 à la suite de la fusion des communautés de communes entre Somme et Loire et du Pays de Gueugnon.

## Territoire communautaire

### Géographie
Comme l'indique son nom, le territoire de la communauté de communes est situé entre les vallées de l'Arroux, de la Loire et de la Somme. Il est situé à l'extrémité nord-ouest du département de Saône-et-Loire, en bordure des départements voisins de l'Allier et de la Nièvre.
Essentiellement rural, le territoire compose la partie nord du Charolais, au sud du massif du Morvan.

### Composition
La communauté de communes est composée des 30 communes suivantes :

| Nom                        | Code Insee | Gentilé        | Superficie (km2) | Population (dernière pop. légale) | Densité (hab./km2) |
| -------------------------- | ---------- | -------------- | ---------------- | --------------------------------- | ------------------ |
| Gueugnon (siège)           | 71230      | Gueugnonnais   | 28,51            | 6 547 (2022)                      | 230                |
| Bourbon-Lancy              | 71047      | Bourbonniens   | 55,73            | 4 656 (2022)                      | 84                 |
| Chalmoux                   | 71075      | Chalmouxois    | 38,47            | 636 (2022)                        | 17                 |
| La Chapelle-au-Mans        | 71088      | Capellimansois | 27,5             | 225 (2022)                        | 8,2                |
| Chassy                     | 71111      |                | 13,43            | 296 (2022)                        | 22                 |
| Clessy                     | 71136      | Clessyssois    | 16,99            | 276 (2022)                        | 16                 |
| Cressy-sur-Somme           | 71152      | Cressyçois     | 28,13            | 174 (2022)                        | 6,2                |
| Cronat                     | 71155      | Cronatiens     | 60,62            | 510 (2022)                        | 8,4                |
| Curdin                     | 71161      | Curdinois      | 8                | 337 (2022)                        | 42                 |
| Cuzy                       | 71166      | Cuzyquois      | 17,91            | 111 (2022)                        | 6,2                |
| Dompierre-sous-Sanvignes   | 71179      |                | 13,58            | 77 (2022)                         | 5,7                |
| Gilly-sur-Loire            | 71220      | Gillyssois     | 22,63            | 475 (2022)                        | 21                 |
| Grury                      | 71227      | Grurissois     | 46,02            | 494 (2022)                        | 11                 |
| Issy-l'Évêque              | 71239      | Issyquois      | 71,13            | 689 (2022)                        | 9,7                |
| Lesme                      | 71255      | Lesmois        | 5,08             | 173 (2022)                        | 34                 |
| Maltat                     | 71273      | Maltadiens     | 31,35            | 280 (2022)                        | 8,9                |
| Marly-sous-Issy            | 71280      | Issymarlyssois | 21,42            | 82 (2022)                         | 3,8                |
| Marly-sur-Arroux           | 71281      |                | 25,6             | 297 (2022)                        | 12                 |
| Mont                       | 71301      |                | 16,18            | 168 (2022)                        | 10                 |
| Montmort                   | 71317      | Montmortois    | 31,73            | 186 (2022)                        | 5,9                |
| Neuvy-Grandchamp           | 71330      | Neuvicois      | 49,64            | 752 (2022)                        | 15                 |
| Perrigny-sur-Loire         | 71348      | Patriniacois   | 15,4             | 140 (2022)                        | 9,1                |
| Rigny-sur-Arroux           | 71370      | Rignyssois     | 48,17            | 616 (2022)                        | 13                 |
| Saint-Aubin-sur-Loire      | 71389      |                | 10,86            | 267 (2022)                        | 25                 |
| Saint-Romain-sous-Versigny | 71478      |                | 17,73            | 78 (2022)                         | 4,4                |
| Sainte-Radegonde           | 71474      |                | 22,95            | 149 (2022)                        | 6,5                |
| Toulon-sur-Arroux          | 71542      |                | 43,73            | 1 447 (2022)                      | 33                 |
| Uxeau                      | 71552      | Uxellois       | 32,75            | 497 (2022)                        | 15                 |
| Vendenesse-sur-Arroux      | 71565      |                | 16,09            | 557 (2022)                        | 35                 |
| Vitry-sur-Loire            | 71589      | Vitryçois      | 27,38            | 423 (2022)                        | 15                 |

## Administration

### Siège
Le siège de la communauté de communes est situé à Gueugnon.

### Les élus
La communauté de communes est gérée par un conseil communautaire composé de 56 membres représentant chacune des communes membres et élus pour une durée de six ans.
À l'issue du renouvellement général des conseils municipaux de 2020, ils sont répartis comme suit :
| Nombre de délégués | Communes            |
| ------------------ | ------------------- |
| 15                 | Gueugnon            |
| 11                 | Bourbon-Lancy       |
| 3                  | Toulon-sur-Arroux   |
| 1                  | Les autres communes |

### Présidence
Le premier conseil communautaire du 16 janvier 2017 a élu sa présidente, Edith Gueugneau, députée-maire de Bourbon-Lancy.
| Période | Période  | Identité        | Étiquette | Qualité                                     |
| ------- | -------- | --------------- | --------- | ------------------------------------------- |
| 2017    | 2020     | Édith Gueugneau | DVG       | Députée (2012-2017), maire de Bourbon-Lancy |
| 2020    | En cours | Dominique Lotte | PS        | maire de Gueugnon                           |

### Compétences
L'intercommunalité exerce des compétences qui lui sont déléguées par les communes membres.

### Sources
- Schéma départemental de coopération intercommunale - Préfecture de Saône-et-Loire